# پاشلک‌ها
پاشلک‌ها (نام علمی: Gallinago) نام یک سرده از تیره آبچلیکان است.

## فهرست گونه‌ها
- پاشلک تک‌زی،  Gallinago solitaria
- پاشلک ژاپنی،  Gallinago hardwickii
- پاشلک جنگلی،  Gallinago nemoricola
- پاشلک دم‌باریک،  Gallinago stenura
- پاشلک چینی،  Gallinago megala
- پاشلک آفریقایی،  Gallinago nigripennis
- پاشلک ماداگاسکار،  Gallinago macrodactyla
- پاشلک بزرگ،  Gallinago media
- پاشلک معمولی،  Gallinago gallinago
- پاشلک ویلسن،  Gallinago delicata
- پاشلک آمریکای جنوبی،  Gallinago paraguaiae
- Puna snipe, Gallinago andina
- پاشلک اشرافی،  Gallinago nobilis
- پاشلک غول‌پیکر،  Gallinago undulata
- پاشلک فوئگوایی،  Gallinago stricklandii
- پاشلک آندی،  Gallinago jamesoni
- پاشلک شاهی،  Gallinago imperialis